# یاروف (ناحیه پلزن-جنوبی)
یاروف (به چکی: Jarov) یک منطقهٔ مسکونی در جمهوری چک است که در Plzeň-South District واقع شده‌است. یاروف ۵٫۳۷ کیلومتر مربع مساحت و ۲۴۰ نفر جمعیت دارد و ۵۲۵ متر بالاتر از سطح دریا واقع شده‌است.